# دردار بواسياري
دردار بواسياري (الاسم العلمي: Ulmus boissieri) هو نوع نباتي يتبع جنس الدردار من فصيلة الدردارية.